# Air Buddy
Air Buddy (geboren 1988; gestorben am 10. Februar 1998), auch: Buddy, gelegentlich Buddy the Wonder Dog genannt, war ein US-amerikanischer Golden Retriever und Tierdarsteller. Er wurde vor allem als „Air Bud“ in der Filmkomödie Air Bud – Champion auf vier Pfoten und als „Comet“ in der Fernsehserie Full House bekannt.

## Leben
Buddy wurde im Sommer 1989 als Streuner im Gebiet der Sierra Nevada von Kevin DiCicco aufgelesen. DiCicco brachte den Hund nach San Diego, Kalifornien, und adoptierte ihn. Er brachte ihm mehrere Sportarten bei, so konnte der Hund später Handlungen im Basketball, Baseball, Schach, American Football, Fußball und Hockey imitieren. Seinen ersten Auftritt hatte er bei America's Funniest Home Videos. Als Basketball spielender Hund war er in der Late Show with David Letterman, bei The NBA Inside Stuff sowie in Lettermans Jubiläumsshow zum 10. Geburtstag der Late Show zu sehen. Er trat außerdem bei verschiedenen NBA-Spielen auf.
Zum ersten Mal als tierischer Schauspieler war er in der Fernsehserie Full House zu sehen, in der er von 1989 bis 1995 den Familienhund „Comet“ spielte. Nachdem Full House 1995 geendet war, trat er als Hauptdarsteller in dem Film Fluke auf, wo er einen als Hund reinkarnierten Geschäftsmann spielte.
1997 war er Hauptdarsteller im Disneyfilm Air Bud – Champion auf vier Pfoten. Es sollte seine letzte Filmrolle werden. 1997 musste sein rechtes Hinterbein auf Grund einer seltenen Krebserkrankung amputiert werden. Buddy starb auf Grund von Komplikationen dieser Erkrankung am 10. Februar 1998 im Alter von 10 Jahren in San Diego.
2012 veröffentlichte Kevin DiCicco das Buch Go Buddy! The Air Bud Story.